# Distrikt Limbani
Der Distrikt Limbani liegt in der Provinz Sandia in der Region Puno in Südost-Peru. Der Distrikt wurde am 28. Dezember 1908 gegründet. Er hat eine Fläche von 2377 km². Beim Zensus 2017 wurden 3358 Einwohner gezählt. Im Jahr 1993 lag die Einwohnerzahl bei 2833, im Jahr 2007 bei 3734. Verwaltungssitz des Distriktes ist die 3320 m hoch gelegene Ortschaft Limbani mit 1672 Einwohnern (Stand 2017). Limbani befindet sich 31 km nordwestlich der Provinzhauptstadt Sandia.

## Geographische Lage
Der Distrikt Limbani erstreckt sich quer über die peruanischen Ostkordillere im äußersten Westen der Provinz Sandia. Die Längsausdehnung in NNW-SSO-Richtung beträgt 111 km, die maximale Breite 45 km. Der Distrikt reicht im Süden bis zum Hauptkamm der peruanischen Ostkordillere mit dem 5306 m hohen Nevado Aricoma. Im Süden bildet der Distrikt im Bergland einen schmalen Korridor, der vom Río Limbani nach Norden durchflossen wird. Nach Norden hin verbreitert sich der Distrikt. Dieser Bereich erstreckt sich über die Höhenkämme nördlich des Hauptkamms und reicht im äußersten Norden bis an den Randbereich des Amazonastieflands. Der südliche Teil des Distrikts wird über den Río Inambari nach Westen entwässert. Der nördliche Teil wird über den Río Huacamayo und den Río Tavara nach Norden hin zum Río Tambopata. Letzterer verläuft entlang der nördlichen Distriktgrenze nach Westen. Dieses Areal ist Teil des Nationalparks Bahuaja Sonene.
Der Distrikt Limbani grenzt im äußersten Süden an den Distrikt Crucero (Provinz Carabaya), im Westen an die Distrikte Usicayos und Coasa (beide in der Provinz Carabaya), im Nordosten an den Distrikt San Pedro de Putina Punco sowie im Osten und im Südosten an die Distrikte Alto Inambari, Phara und Patambuco.

## Ortschaften
Im Distrikt gibt es neben dem Hauptort folgende größere Ortschaften:
- Huancasayani Bellavista (205 Einwohner)
- Huancasayani Centro (205 Einwohner)